# Ommatius
Ommatius är ett släkte av tvåvingar. Ommatius ingår i familjen rovflugor.

## Bildgalleri

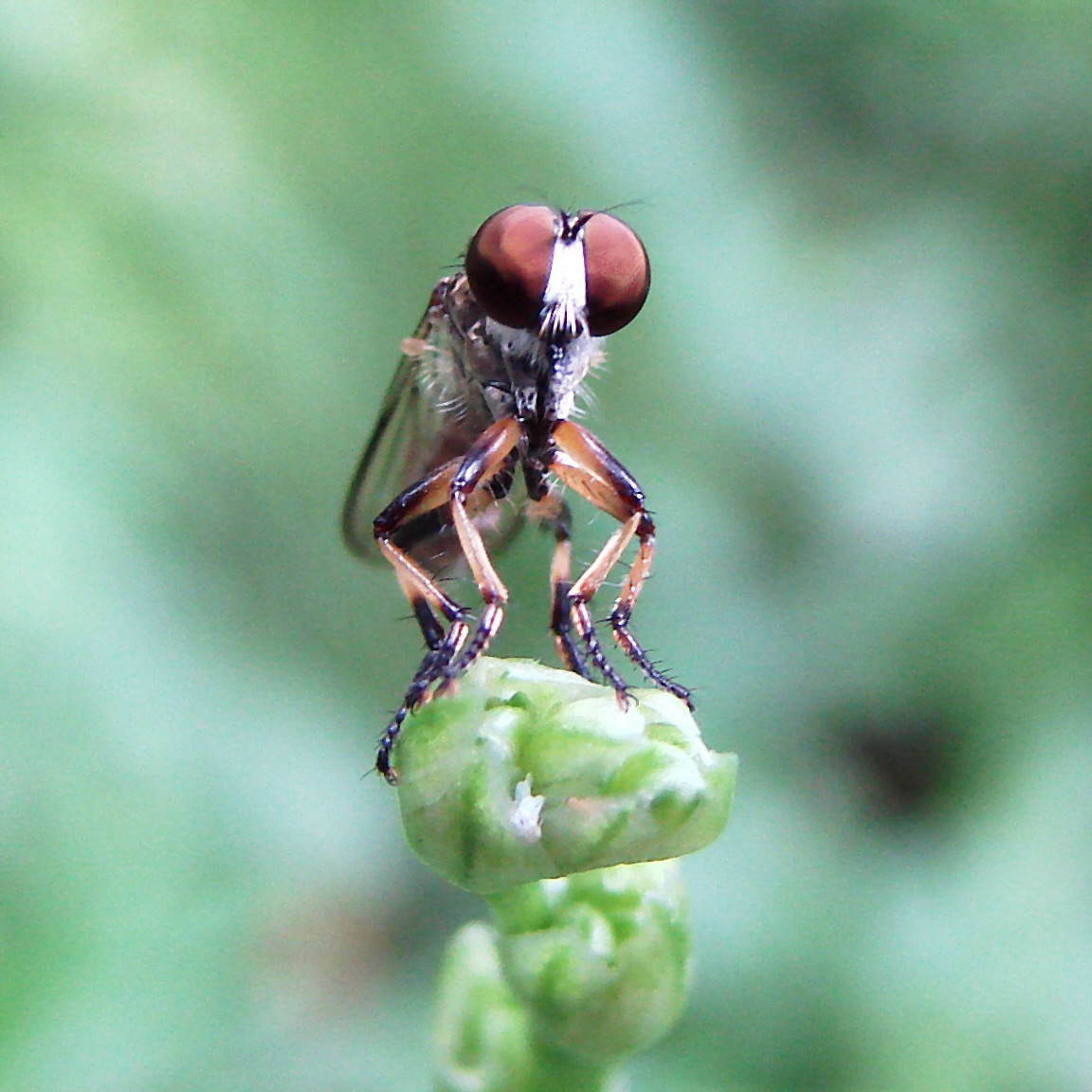
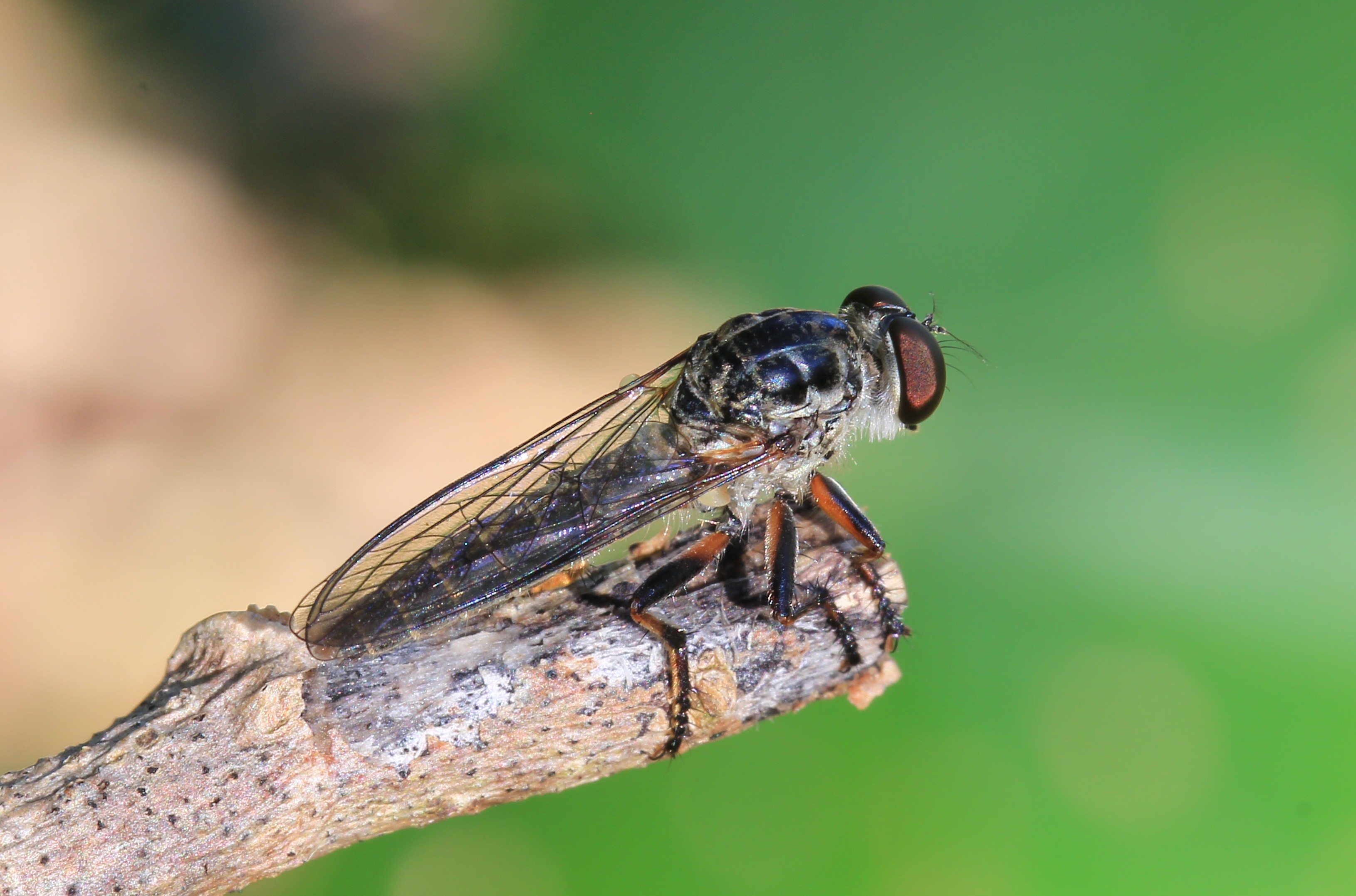
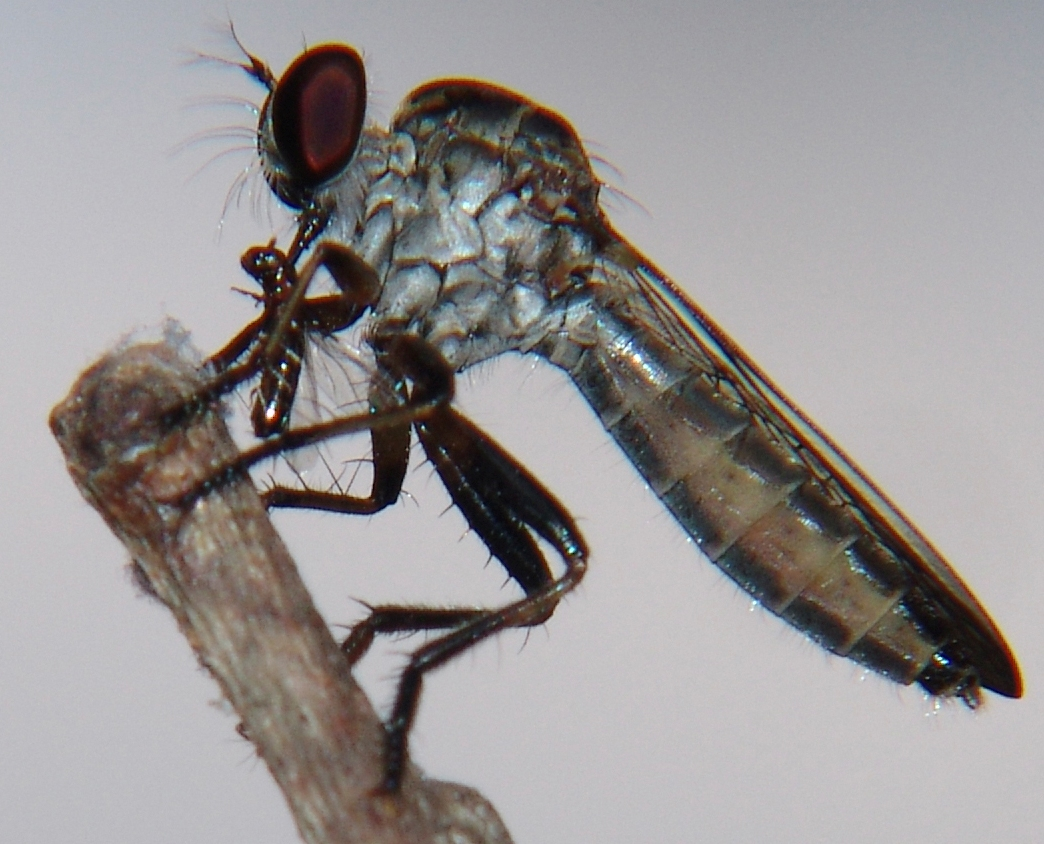
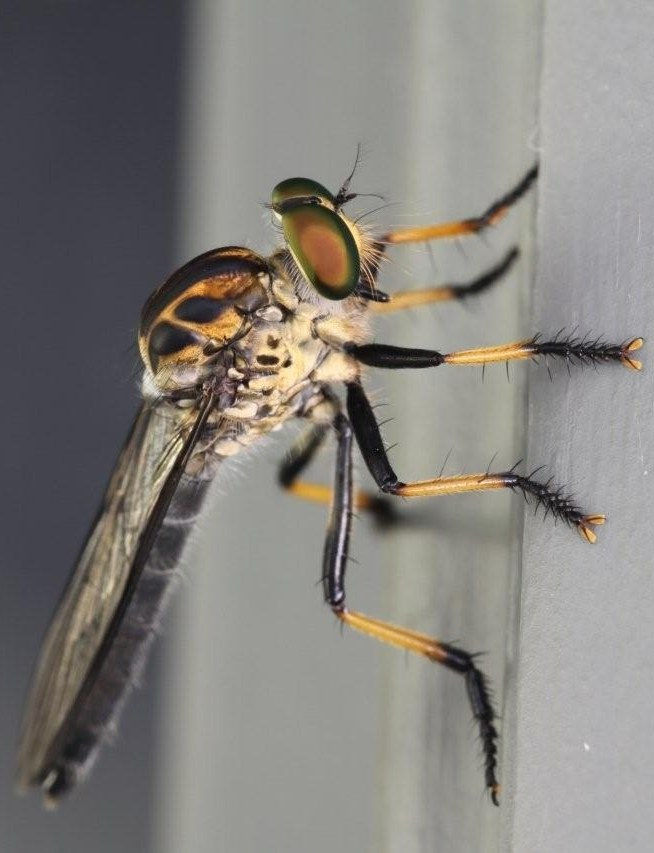

## Dottertaxa tillOmmatius, i alfabetisk ordning[1]
- Ommatius abana
- Ommatius abdelkuriensis
- Ommatius achaetus
- Ommatius acornutus
- Ommatius acutus
- Ommatius ademon
- Ommatius aegyptius
- Ommatius aequalis
- Ommatius albovittatus
- Ommatius alexanderi
- Ommatius aliena
- Ommatius allopoecius
- Ommatius ampliatus
- Ommatius amula
- Ommatius amurensis
- Ommatius amyclaeus
- Ommatius angulosus
- Ommatius angustatus
- Ommatius angustus
- Ommatius annulatus
- Ommatius annulitarsis
- Ommatius apicalis
- Ommatius argentatus
- Ommatius argyrochirus
- Ommatius aridus
- Ommatius aruensis
- Ommatius arunachalensis
- Ommatius ater
- Ommatius atrogaster
- Ommatius atrosus
- Ommatius auribarbis
- Ommatius ayalai
- Ommatius baboquivari
- Ommatius bacchoides
- Ommatius barbiellinii
- Ommatius bastardoanus
- Ommatius beameri
- Ommatius bengalensis
- Ommatius bevisi
- Ommatius bicolor
- Ommatius bifidus
- Ommatius biharensis
- Ommatius bipartitus
- Ommatius biseriatus
- Ommatius bromleyi
- Ommatius bullatus
- Ommatius callidus
- Ommatius canicoxa
- Ommatius canus
- Ommatius carbonarius
- Ommatius carmichaeli
- Ommatius cassidea
- Ommatius catus
- Ommatius chiastoneurus
- Ommatius chrysopilus
- Ommatius cinnamomeus
- Ommatius cinthiae
- Ommatius clava
- Ommatius cnemideus
- Ommatius coeraebus
- Ommatius compactus
- Ommatius complanatus
- Ommatius concavus
- Ommatius conciens
- Ommatius confusus
- Ommatius conopsoides
- Ommatius constrictus
- Ommatius conus
- Ommatius cornutus
- Ommatius costatus
- Ommatius crypticus
- Ommatius cubansus
- Ommatius curtus
- Ommatius curvimargo
- Ommatius curvipes
- Ommatius densus
- Ommatius dentatus
- Ommatius depressus
- Ommatius despectus
- Ommatius destitutus
- Ommatius didymus
- Ommatius digitus
- Ommatius dignus
- Ommatius dilatipennis
- Ommatius dimidiatus
- Ommatius discalis
- Ommatius discus
- Ommatius dispar
- Ommatius disparis
- Ommatius distinctus
- Ommatius docimus
- Ommatius dolabriformis
- Ommatius dolon
- Ommatius dravidicus
- Ommatius dubius
- Ommatius elusivus
- Ommatius emarginatus
- Ommatius epipomus
- Ommatius episkeris
- Ommatius erythropus
- Ommatius erythropygus
- Ommatius euplocus
- Ommatius excurrens
- Ommatius exilis
- Ommatius falcatus
- Ommatius fallax
- Ommatius fanovana
- Ommatius femorata
- Ommatius fernandezi
- Ommatius fimbriatus
- Ommatius fimbrillus
- Ommatius flavescens
- Ommatius flavicaudus
- Ommatius flavipennis
- Ommatius flavipes
- Ommatius flavipyga
- Ommatius flexus
- Ommatius floridensis
- Ommatius forticulus
- Ommatius frauenfeldi
- Ommatius fulvimanus
- Ommatius furcinus
- Ommatius fusciformis
- Ommatius fuscipennis
- Ommatius fuscovittatua
- Ommatius fuscus
- Ommatius fusiformis
- Ommatius galba
- Ommatius garambensis
- Ommatius geminus
- Ommatius gemma
- Ommatius genitalis
- Ommatius gladiatus
- Ommatius gopalpurensis
- Ommatius gracilis
- Ommatius griseipennis
- Ommatius gwenae
- Ommatius haemorrhoidalis
- Ommatius hageni
- Ommatius haitiensis
- Ommatius hanebrinki
- Ommatius harlequin
- Ommatius hecale
- Ommatius hierroi
- Ommatius hispaniolae
- Ommatius hispidus
- Ommatius holosericeus
- Ommatius hradskyi
- Ommatius hulli
- Ommatius humatus
- Ommatius hyacinthina
- Ommatius hyalinipennis
- Ommatius impeditus
- Ommatius imperator
- Ommatius incurvatus
- Ommatius indicus
- Ommatius infirmus
- Ommatius inflatus
- Ommatius infractus
- Ommatius infuscatus
- Ommatius insectatus
- Ommatius insularis
- Ommatius integerrimus
- Ommatius invehens
- Ommatius jabalpurensis
- Ommatius jamaicensis
- Ommatius jonesi
- Ommatius kambangensis
- Ommatius kempi
- Ommatius kodaikanalensis
- Ommatius lambertoni
- Ommatius laticrus
- Ommatius lema
- Ommatius leucopogon
- Ommatius lineatus
- Ommatius lineolatus
- Ommatius litoreus
- Ommatius lividipes
- Ommatius longiforceps
- Ommatius longinquus
- Ommatius longipennis
- Ommatius lucidatus
- Ommatius lucifer
- Ommatius lunatus
- Ommatius lurismus
- Ommatius mackayi
- Ommatius macquarti
- Ommatius macroscelis
- Ommatius maculatus
- Ommatius maculosus
- Ommatius madagascariensis
- Ommatius major
- Ommatius malabaricus
- Ommatius manipulus
- Ommatius marginellus
- Ommatius marginosus
- Ommatius mariae
- Ommatius medius
- Ommatius megacephalus
- Ommatius membranosus
- Ommatius minimus
- Ommatius minor
- Ommatius minusculus
- Ommatius minutus
- Ommatius mitrai
- Ommatius monensis
- Ommatius munroi
- Ommatius nanus
- Ommatius narrius
- Ommatius nealus
- Ommatius nebulosus
- Ommatius neofimbriatus
- Ommatius neotenellus
- Ommatius neotropicus
- Ommatius nigellus
- Ommatius niger
- Ommatius nigra
- Ommatius nigrantis
- Ommatius nigrifemorata
- Ommatius nigripes
- Ommatius norma
- Ommatius obscurus
- Ommatius oklahomensis
- Ommatius orenoquensis
- Ommatius oreophilus
- Ommatius ornatipes
- Ommatius ornatus
- Ommatius orus
- Ommatius otorus
- Ommatius ouachitensis
- Ommatius ovatus
- Ommatius pallidapex
- Ommatius pallidicoxa
- Ommatius parvulus
- Ommatius parvus
- Ommatius pashokensis
- Ommatius pauper
- Ommatius perangustimus
- Ommatius peregrinus
- Ommatius peristus
- Ommatius pernecessarius
- Ommatius perscientus
- Ommatius persuasus
- Ommatius pictipennis
- Ommatius piliferous
- Ommatius pillaii
- Ommatius pilosulus
- Ommatius pilosus
- Ommatius pinguis
- Ommatius pisinnus
- Ommatius planatus
- Ommatius politus
- Ommatius ponti
- Ommatius praelongus
- Ommatius praestigiatus
- Ommatius pretiosus
- Ommatius prolongatus
- Ommatius pseudodravidicus
- Ommatius pseudojabalpurensis
- Ommatius pseudokempi
- Ommatius pulchellus
- Ommatius pulcher
- Ommatius pulverius
- Ommatius pumilus
- Ommatius puniceus
- Ommatius pygamaeus
- Ommatius quadratus
- Ommatius queenslandi
- Ommatius ramakrishnai
- Ommatius recurvus
- Ommatius retrahens
- Ommatius riali
- Ommatius rubicundus
- Ommatius ruficauda
- Ommatius rufipes
- Ommatius rugula
- Ommatius russelli
- Ommatius saccas
- Ommatius satius
- Ommatius scarbroughi
- Ommatius schineri
- Ommatius schlegelii
- Ommatius scopifer
- Ommatius segouensis
- Ommatius senex
- Ommatius serenus
- Ommatius serrajiboiensis
- Ommatius seticrista
- Ommatius setiferous
- Ommatius setiger
- Ommatius shishodiai
- Ommatius signinipes
- Ommatius similis
- Ommatius simulans
- Ommatius singhi
- Ommatius singlensis
- Ommatius sinuatus
- Ommatius sparsus
- Ommatius spathulatus
- Ommatius spatulatus
- Ommatius speciosus
- Ommatius spinalis
- Ommatius spinosus
- Ommatius stackelbergi
- Ommatius stramineus
- Ommatius striatus
- Ommatius strictus
- Ommatius strigatipes
- Ommatius strigicostus
- Ommatius subgracilis
- Ommatius suffusus
- Ommatius suntius
- Ommatius taeniomerus
- Ommatius tamenensis
- Ommatius tandapiensis
- Ommatius tandoni
- Ommatius tarchetius
- Ommatius tectura
- Ommatius tenellus
- Ommatius tepui
- Ommatius terminalis
- Ommatius texanus
- Ommatius tibialis
- Ommatius tinctipennis
- Ommatius torulosus
- Ommatius tractus
- Ommatius triangularis
- Ommatius tridens
- Ommatius triniger
- Ommatius tropidus
- Ommatius truncatus
- Ommatius tuberculatus
- Ommatius tucumanensis
- Ommatius tumidus
- Ommatius tumulatus
- Ommatius ula
- Ommatius uncatus
- Ommatius unguiculatus
- Ommatius unicolor
- Ommatius upertelus
- Ommatius vankampeni
- Ommatius variabilis
- Ommatius varipes
- Ommatius varitibiatus
- Ommatius venator
- Ommatius wilcoxi
- Ommatius willistoni
- Ommatius villosus
- Ommatius virgulatus
- Ommatius vitreus
- Ommatius vittatus
- Ommatius vitticrus
- Ommatius vivus